# Ea Yông
Ea Yông là một xã thuộc huyện Krông Pắc, tỉnh Đắk Lắk, Việt Nam.
Xã Ea Yông có diện tích 57,29 km², dân số năm 1999 là 16168 người, mật độ dân số đạt 282 người/km².